# Mervyns
Mervyns fue una cadena de tiendas departamentales con sede en Hayward, California. Ofrecía a la venta productos cómo ropa, zapatos, artículos para el hogar, cosméticos, joyería y productos de belleza. De acuerdo con el rédito del 2005, Mervyns era la 83° minorista más grande de los Estados Unidos. En el 27 de julio de 2008, Mervyns se declaró bancarrota y en el 17 de octubre anunció que comenzaría la liquidación de todos los artículos en todas sus tiendas. 
Futuro
El 18 de febrero el sitio web de mervyns (Mervyns.com) fue remplazado por una página sencilla que permite que los visitantes al sign-up para que una lista de personas a quienes se mandan propaganda reciba actualizaciones sobre el futuro de Mervyn' s